# Kaštelir
Kaštelir (wł. Castelliere) – wieś w Chorwacji, w żupanii istryjskiej, w gminie Kaštelir-Labinci. W 2011 roku liczyła 329 mieszkańców.